# بحيرة جليدية

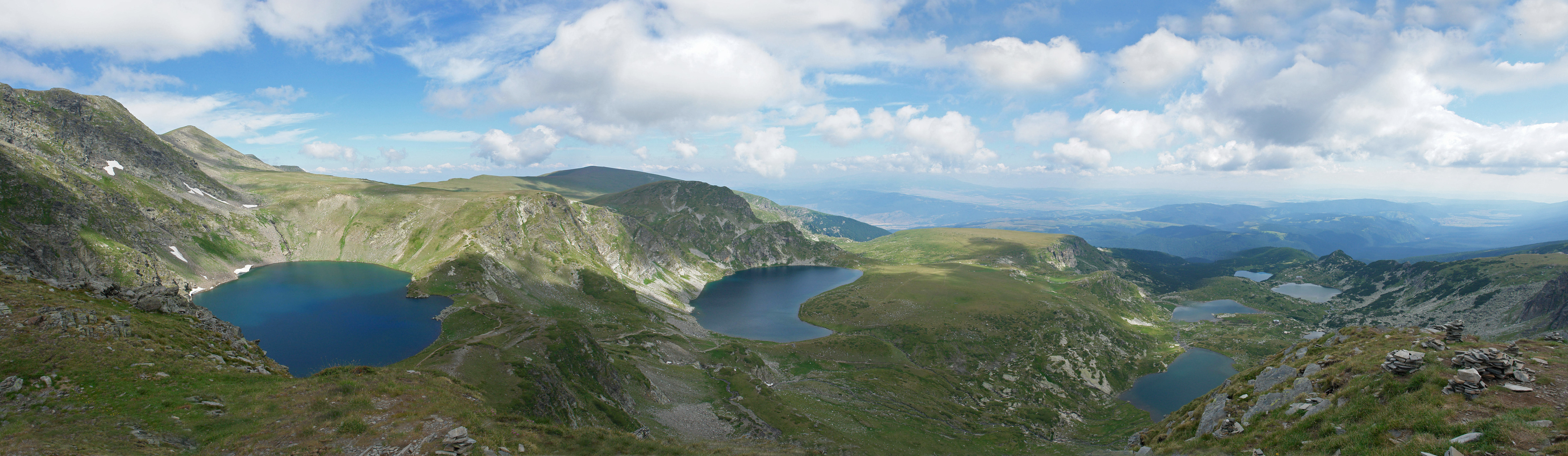
بحيرات ريلا السبعة في جبال ريلا، بلغاريا مثال على البحيرات التي منشأها جليدي

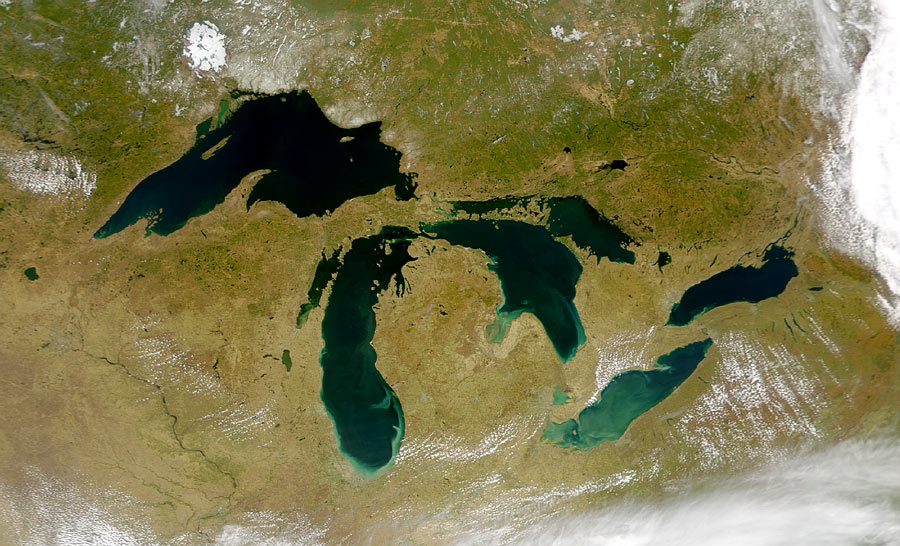
The البحيرات العظمى (أمريكا الشمالية) كما تبدو من الفضاء، والبحيرات العظمى هي أكبر بحيرات جليدية في العالم

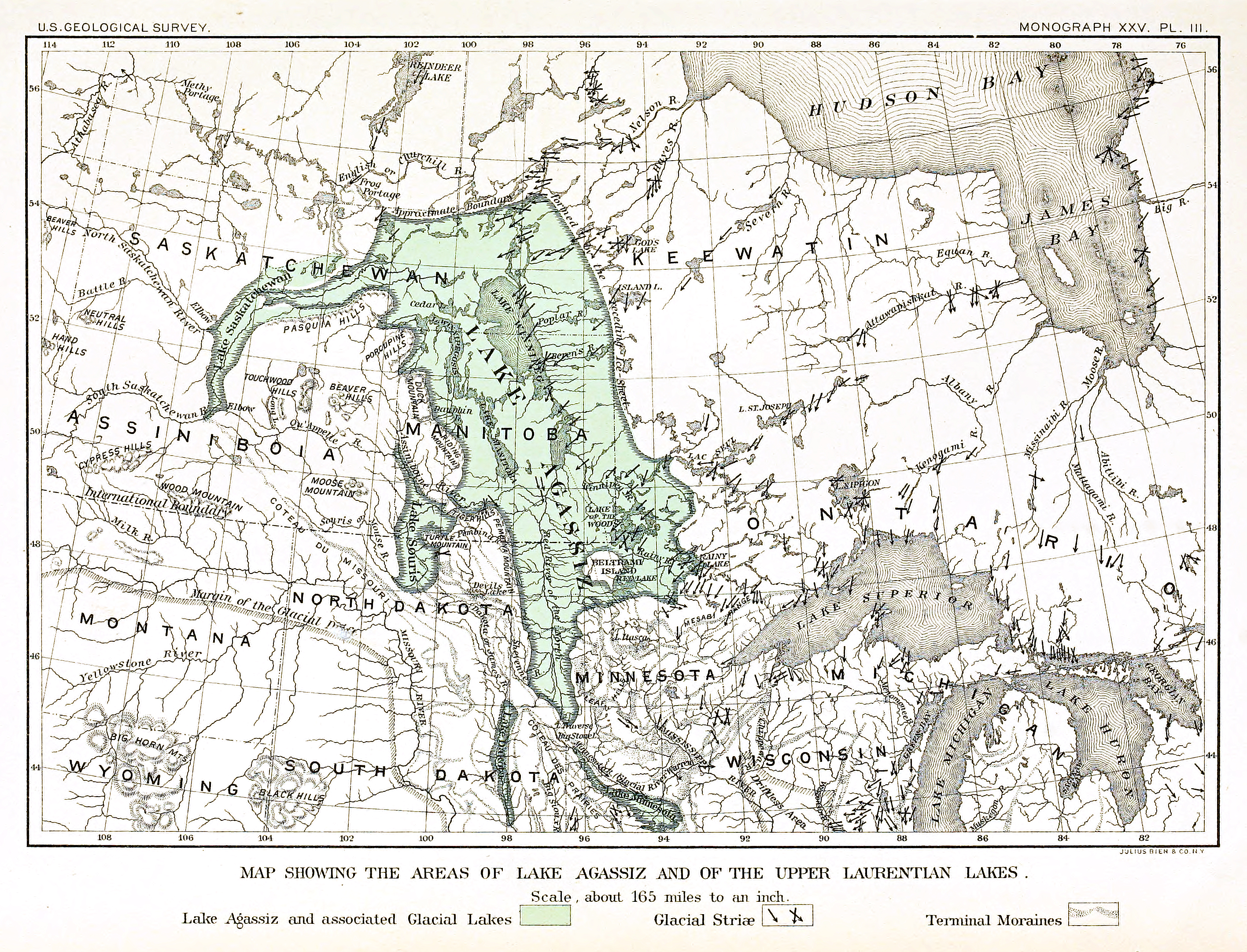
بحيرة أجاسيز بحيرة جليدية من عصور ما قبل التاريخ كانت ذات يوم تحوي مياه أكثر من مياه جميع بحيرات العالم اليوم.

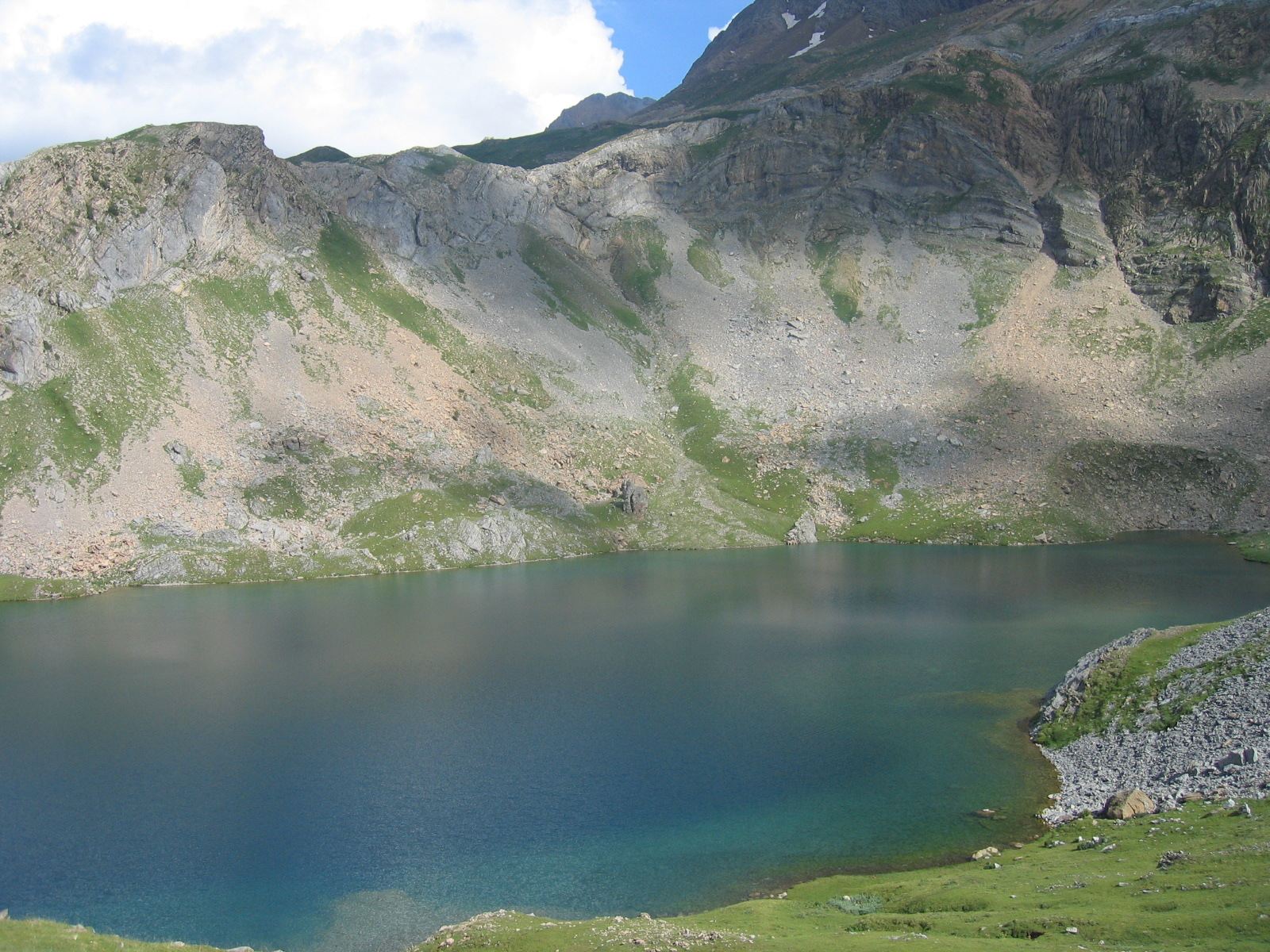
إيبون دي سابوكوس، وتقع في وادي تينا، على الجانب الإسباني من جبال البرانس. «إيبون» كلمة من اللغة الأراغونية وتعني بحيرة جليد.

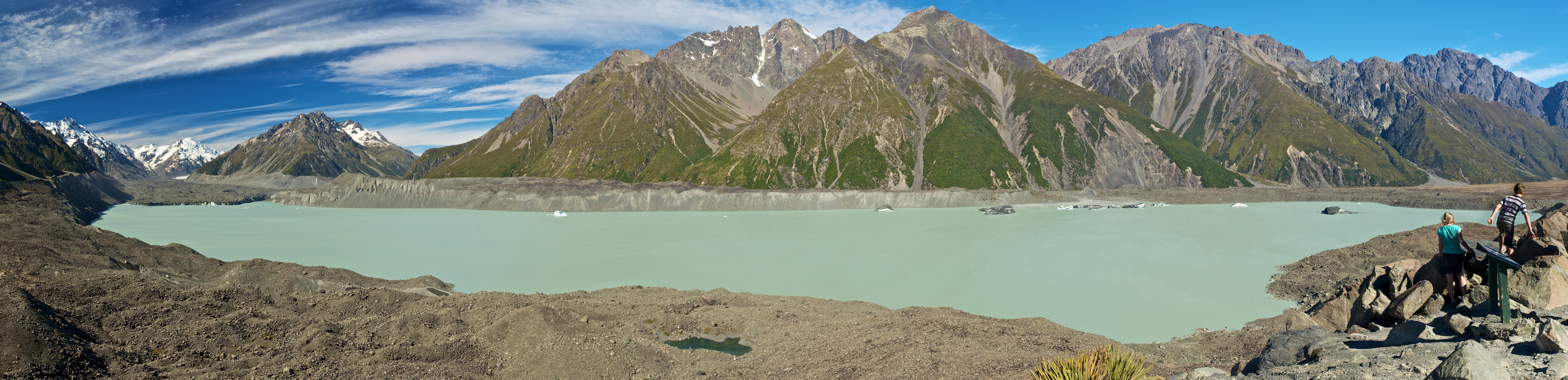
بحيرة تاسمان، بحيرة فرغية تشكّلت خلال السنوات الثلاثين الماضية

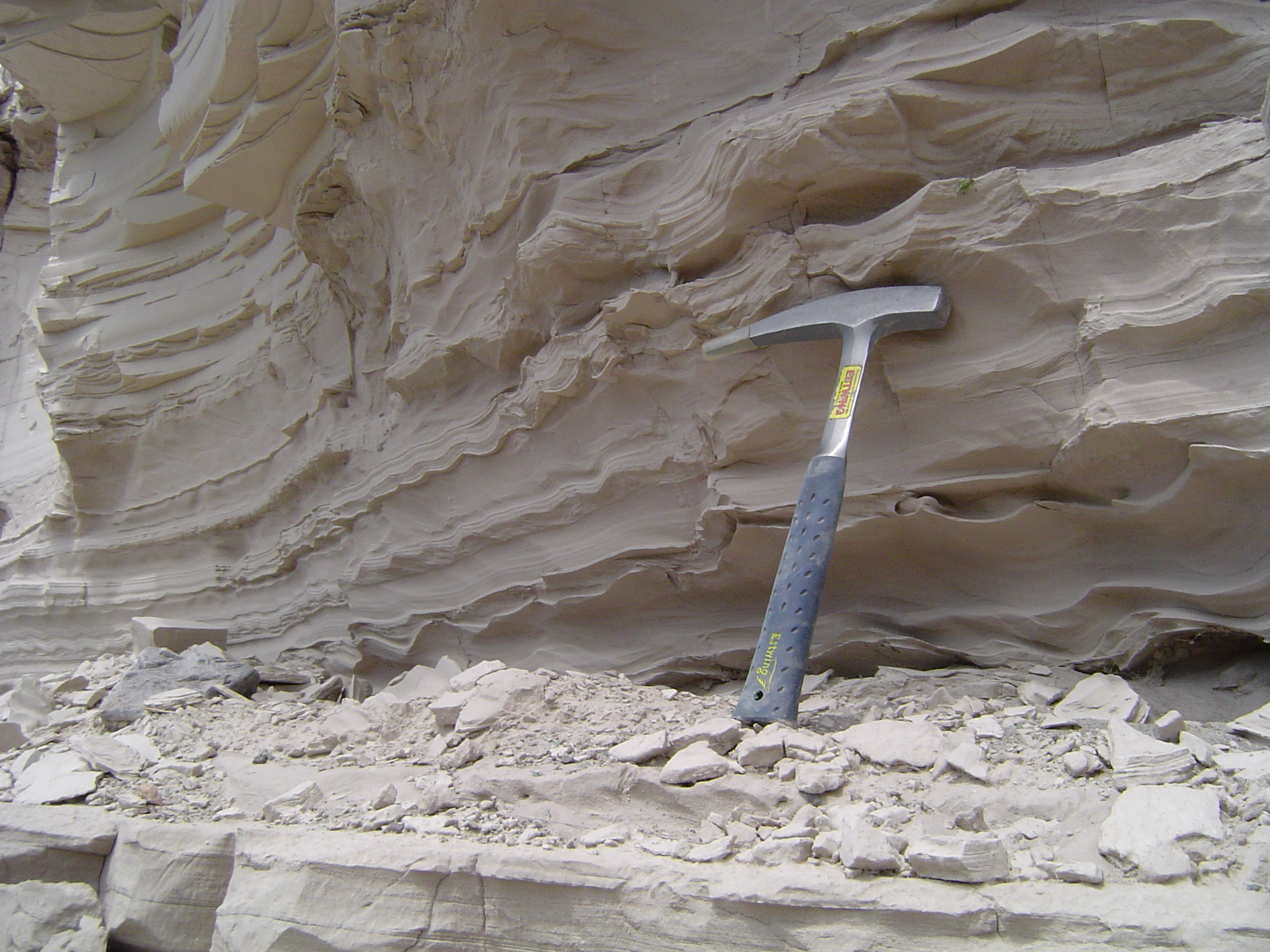
صفيحة كلايستون من بحيرة ميسولا الجليدية، مونتانا.

البحيرة الجليدية هي بحيرة منشأها جليد ذائب. تتشكل هذه البحيرات بتآكل جليد الأرض وذوبانه، بحيث تملأ الحفر والأماكن المنخفضة. قرب نهايات الأدوار الجليدية منذ حوالي 10000 سنة خلت، بدأت الأنهار والبحيرات الجليدية بالتشكّل. تترك الأنهار الجليدية المتقهقرة كميات كبيرة من الرواسب الجليدية في التجاويف بين الربوات والتلال. بانتهاء العصر الجليدي، ذابت الأنهار مشكلة البحيرات. وهذا واضح في منطقة البحيرات في شمال غرب إنجلترا حيث كان ارتفاع الرواسب المتبقية بعد الجليد بين 4 و 6 أمتار.
. تكون هذه البحيرات عادة محاطة بالروابي، وتوجد أدلة على وجود الأنهار الجليدية سابقاً كالركام الجليدي والكثيبات الجليدية الطولية ومظاهر التعرية كالتصدعات الجليدية.